# Puymiclan
Puymiclan – miejscowość i gmina we Francji, w regionie Nowa Akwitania, w departamencie Lot i Garonna.
Według danych na rok 1990 gminę zamieszkiwało 565 osób, a gęstość zaludnienia wynosiła 22 osób/km² (wśród 2290 gmin Akwitanii Puymiclan plasuje się na 666. miejscu pod względem liczby ludności, natomiast pod względem powierzchni na miejscu 359.).

## Zabytki

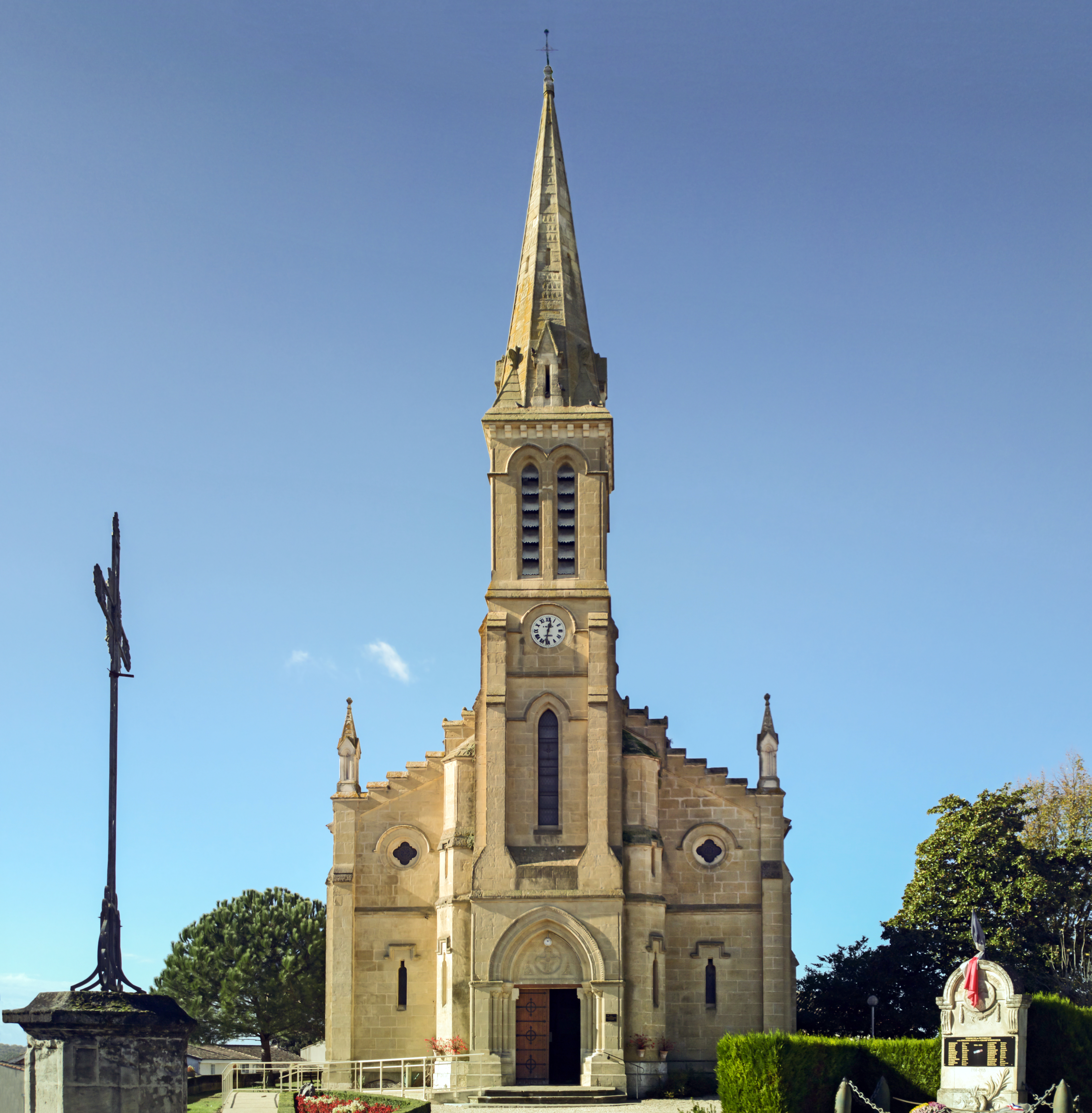
Kościół Notre-Dame-des-Pins
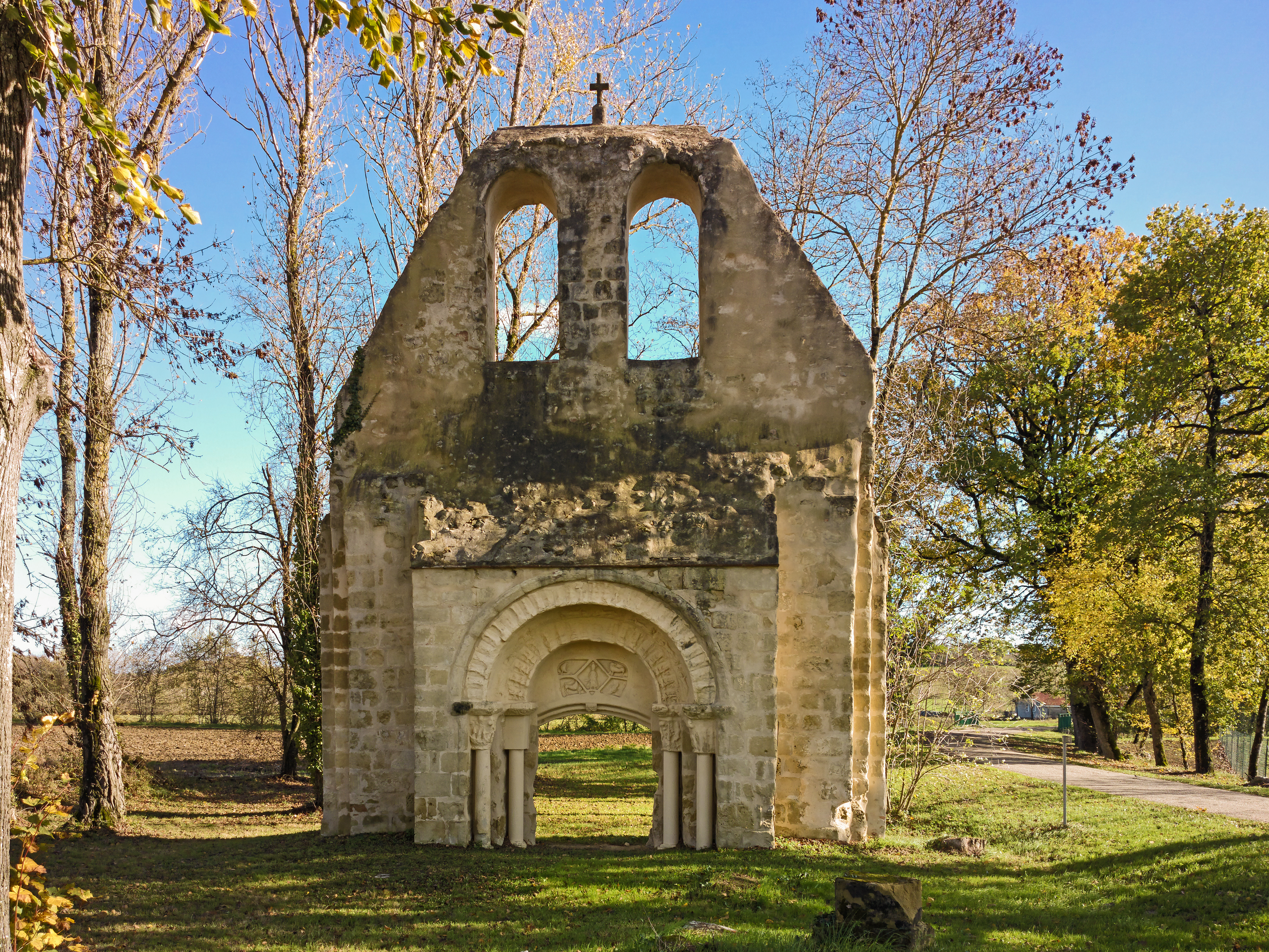
Kościół Saint-Pierre-de-Londres
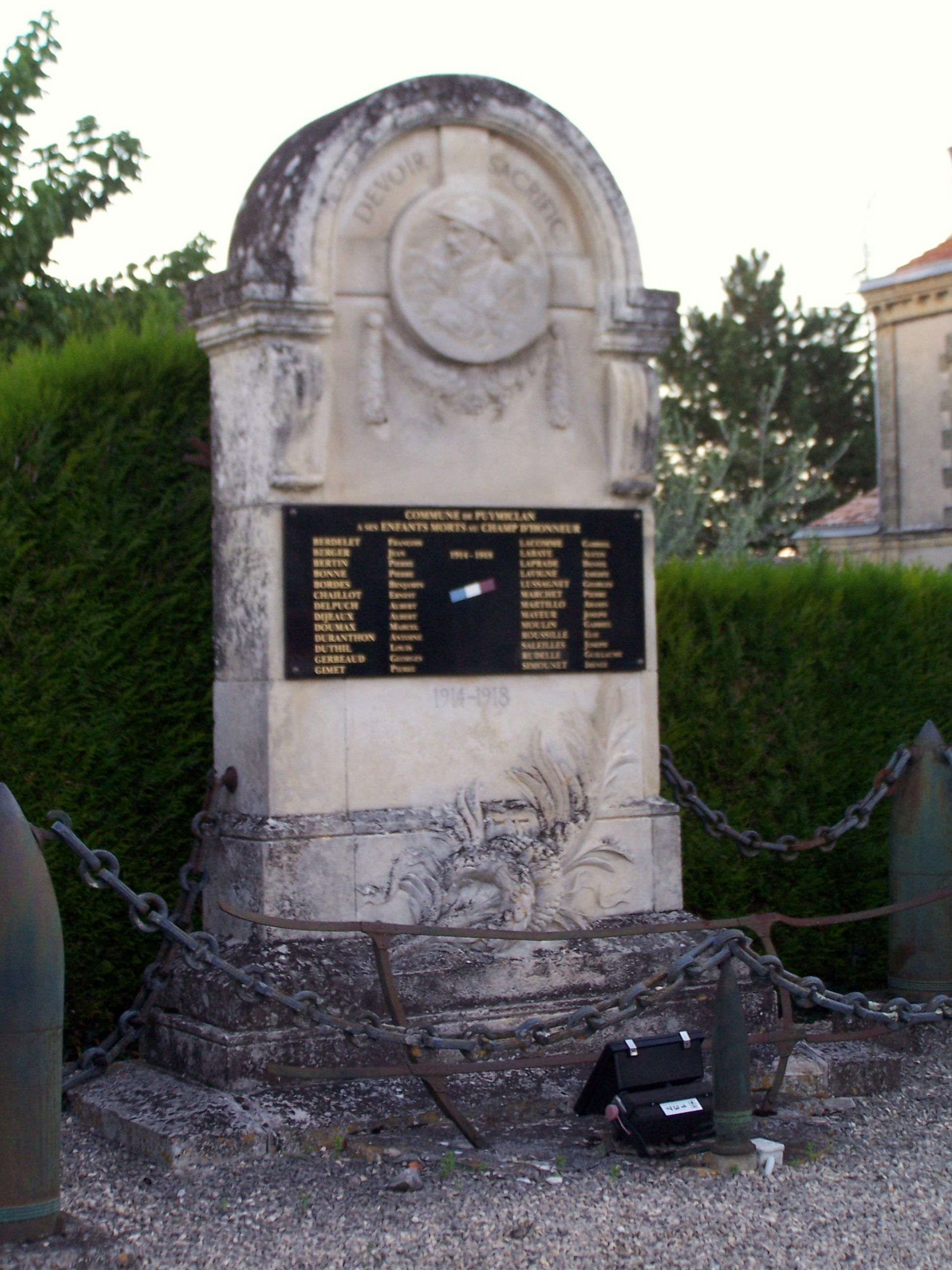
Pomnik wojenny.